# Ligue de hockey junior Maritimes Québec

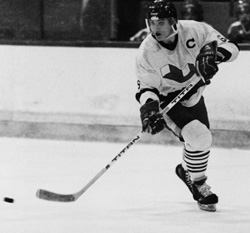
Mario Lemieux i Voisins de Laval 1984.

Ligue de hockey junior Maritimes Québec (LHJMQ), engelska: Quebec Maritimes Junior Hockey League (QMJHL), tidigare Ligue de hockey junior majeur du Québec (LHJMQ) respektive Quebec Major Junior Hockey League (QMJHL), är en kanadensisk juniorishockeyliga. De ishockeylag som spelar i LHJMQ kommer från Québec och Atlantprovinserna.

## Historik
Ishockeyligan grundades 1969 som Ligue de hockey junior majeur du Québec (LHJMQ) efter att ishockeyligorna Ligue de hockey junior du Québec (LHJQ) och Ligue de hockey junior du Montréal métropolitain (LHJMM) blev fusionerade med varandra. År 1984 genomförde LHJMQ en internationell expandering och lät det amerikanska Plattsburgh Pioneers ansluta sig. Det blev dock bara 17 matcher innan Pioneers lades ner. Tio år senare beslutade man att ta in ishockeylag från Atlantprovinserna, det första ishockeylaget var Halifax Mooseheads. År 2003 gjorde ishockeyligan ett nytt försök i USA och tillät Castors de Sherbrooke att bli flyttad till Lewiston i Maine och spela under namnet Lewiston Maineiacs. Det varade till 2011 innan det lades ner i syfte att göra plats för ett ishockeylag som skulle spela återigen i Sherbrooke i Québec. I mitten av december 2023 meddelade LHJMQ att ishockeyligan skulle byta till det nuvarande namnet.

## Lagen

### Nuvarande
| Division                 | Lag                             | Stad                                | Arena                               | Kapacitet |
| ------------------------ | ------------------------------- | ----------------------------------- | ----------------------------------- | --------- |
| Conférence de l'Est      | Cataractes de Shawinigan        | Shawinigan, Québec                  | Centre Gervais Auto                 | 4 350     |
| Conférence de l'Est      | Drakkar de Baie-Comeau          | Baie-Comeau, Québec                 | Centre Henry-Leonard                | 2 779     |
| Conférence de l'Est      | Océanic de Rimouski             | Rimouski, Québec                    | Colisée Financière Sun Life         | 4 415     |
| Conférence de l'Est      | Remparts de Québec              | Québec, Québec                      | Centre Vidéotron                    | 18 259    |
| Conférence de l'Est      | Saguenéens de Chicoutimi        | Saguenay, Québec                    | Centre Georges-Vézina               | 3 759     |
| Conférence de l'Est      | Tigres de Victoriaville         | Victoriaville, Québec               | Colisée Desjardins                  | 2 753     |
| Conférence des Maritimes | Titan d’Acadie-Bathurst         | Bathurst, New Brunswick             | K.C. Irving Regional Centre         | 3 162     |
| Conférence des Maritimes | Cape Breton Eagles              | Sydney, Nova Scotia                 | Centre 200                          | 5 010     |
| Conférence des Maritimes | Charlottetown Islanders         | Charlottetown, Prince Edward Island | Charlottetown Civic Centre          | 3 718     |
| Conférence des Maritimes | Halifax Mooseheads              | Halifax, Nova Scotia                | Scotiabank Centre                   | 10 595    |
| Conférence des Maritimes | Moncton Wildcats                | Moncton, New Brunswick              | Moncton Coliseum                    | 6 450     |
| Conférence des Maritimes | Saint John Sea Dogs             | Saint John, New Brunswick           | Harbour Station                     | 6 308     |
| Conférence de l'Ouest    | Armada de Blainville-Boisbriand | Boisbriand, Québec                  | Centre d'Excellence Sports Rousseau | 3 269     |
| Conférence de l'Ouest    | Foreurs de Val-d'Or             | Val-d'Or, Québec                    | Centre Air Creebec                  | 2 398     |
| Conférence de l'Ouest    | Huskies de Rouyn-Noranda        | Rouyn-Noranda, Québec               | Aréna Iamgold                       | 3 600     |
| Conférence de l'Ouest    | Olympiques de Gatineau          | Gatineau, Québec                    | Centre Robert Guertin               | 3 196     |
| Conférence de l'Ouest    | Phœnix de Sherbrooke            | Sherbrooke, Québec                  | Palais des sports Léopold-Drolet    | 3 718     |
| Conférence de l'Ouest    | Voltigeurs de Drummondville     | Drummondville, Québec               | Centre Marcel Dionne                | 2 889     |

### Tidigare
| - Alouettes de Saint-Jérôme - Bisons de Granby - Bleu-Blanc-Rouge de Montréal - Bruins de Shawinigan - Canadien Junior de Verdun - Castors de Saint-Jean - Castors de Sherbrooke - Chevaliers de Longueuil - Club de hockey junior de Montréal - Collège Français de Longueuil | - Collège Français de Verdun - Cornwall Royals - Draveurs de Trois-Rivières - Ducs de Trois-Rivières - Dynamos de Shawinigan - Éperviers de Sorel - Éperviers de Verdun - Faucons de Sherbrooke - Festivals de Hull - Harfangs de Beauport | - Junior de Montréal - Junior de Verdun - Laser de Saint-Hyacinthe - Lewiston Maineiacs - Lynx de Saint-Jean - Maple Leafs de Verdun - Moncton Alpines - National de Laval - National de Rosemont - Olympiques de Hull | - Plattsburgh Pioneers - Prédateurs de Granby - Prince Edward Island Rocket - Rangers de Drummondville - Rocket de Montréal - St. John's Fog Devils - Saints de Laval - Titan Collège Français de Laval - Titan de Laval - Voisins de Laval |

## Spelare
Berömda spelare som spelat i LHJMQ och som sedan gått vidare och spelat i NHL är bland annat Mario Lemieux, Sidney Crosby, Guy Lafleur, Mike Bossy, Denis Savard, Ray Bourque, Pat LaFontaine, Michel Goulet, Luc Robitaille, Patrick Roy och Martin Brodeur.

### Rekord
- Flest poäng under en säsong – 282, Mario Lemieux, Voisins de Laval, 1983–84
- Flest mål under en säsong – 133, Mario Lemieux, Voisins de Laval, 1983–84
- Flest assist under en säsong – 157, Pierre Larouche, Éperviers de Sorel, 1973–74